# 羽石千代
羽石千代（はねいし ちよ、1975年 - ）は日本の警察官僚。旧姓は松島。埼玉県警察本部警務部長。

## 来歴
大阪府出身。高校時代から警察職員や外交官など、国家公務員を目指していた。東京大学法学部卒業。1998年 警察庁入庁。同年9月 川口警察署。1999年4月 警察庁長官官房総務課。企画的な仕事をするところであり、法改正の審査や国会対応もあったため、勤務が深夜に及ぶこともあったという。2001年 カリフォルニア大学ロサンゼルス校へ留学。公共政策を学ぶ。2012年8月27日 荻窪警察署長。2017年2月6日 警察庁長官官房企画官兼刑事局刑事企画課理事官。同年8月22日 警察庁長官官房企画官兼長官官房人事課理事官。2019年8月8日 警察庁刑事局刑事企画課刑事指導室長。2021年9月1日 警察庁長官官房参事官（刑事手続のIT化、統計総括、サイバーセキュリティ対策調整担当）。2022年4月1日 警察庁生活安全局人身安全・少年課長。同年10月6日 国家公安委員会会務官。2024年7月12日 埼玉県警察本部警務部長。